# 873
Năm 873 là một năm trong lịch Julius.